# Boulaouane
Boulaouane est une petite commune rurale de la province d'El Jadida, dans la région de Casablanca-Settat, au Maroc.

## Culture et patrimoine

### Patrimoine bâti
La forteresse, ou Kasbah, qui surplombe un important méandre de la rivière, a été construite par Moulay Ismail en 1710. Les tours de dix mètres de haut offrent un panorama sur les environs.